# 第二次京畿之戰
第二次京畿之戰，明朝崇祯十五年（清太宗崇德元年，1636年）五月到九月，明清战争中，清军第三次入塞。因为1636年是丙子年，所以又称为丙子之役。
1636年五月，皇太极称帝后，下诏大举征明朝。六月，清军南下入喜峰口，攻居庸关。阿济格率兵，自鵰鹗堡入长安岭，攻延庆，七月由间道抵达天寿山，焚烧明德陵，而后直攻昌平，昌平县有三百降卒充当内应，清军一战即克，北京戒严。几日后揮师西山，攻巩化城，被明朝守将姜瑄以巨炮击退。
明督师兵部尚书张凤翼督诸镇勤王兵，宣大总督梁廷栋统兵入援，屯兵迁安，不敢出击，固垒自守。八月，清军自雄县而北，陷克城堡甚多。清军过保定，破安州、定州、定兴、安肃、宝坻、东安、雄县、顺义、容城、文安、永清诸城，五十六战皆捷。九月出建昌营冷子口，明朝守将崔东德请求率兵截其归路，总监高起潜同意其请，但反对久战。永平监军刘景辉对张凤翼、高起潜不满，拒听士民劝说，独肯率师出战，至枣村河，在夜晚向清军发起攻击，击杀其士卒百余人。张凤翼知情按兵不动。清軍出山海关回师。清军共俘掳男女七万三千二百九十人，牲畜十万九千八百六十六头。张凤翼恇怯不敢战，自知死罪难逃，每日服食大黄取泻求死。九月初一日张凤翼卒，不数日梁廷栋亦死。